# قناع دوميني
القناع الدومينيّ هو قناع صغير ومستدير غالباً يغطي فقط المنطقة المحيطة بالعينين والمسافة بينهما.